# Krásnaya Poliana (Kushchóvskaya)
Krásnaya Poliana (del ruso: Красная Поляна) es un jútor del raión de Kushchóvskaya del krai de Krasnodar, en Rusia. Está situado en las llanuras de Kubán-Priazov, a orillas del Mókraya Chuburka, 23 km al noroeste de Kushchóvskaya y 182 km al norte de Krasnodar, la capital del krai. Tenía 907 habitantes en 2010
Es cabeza del municipio Krasnopoliánskoye, al que pertenecen asimismo Blagopoluchnenski y Kalíninski.

## Historia
Previamente era conocida como Bolshaya Kozinka.